# Sean Armand
Sean Armand (Brooklyn, 26 agosto 1991) è un cestista statunitense, professionista in Europa.

## Palmarès
- Supercoppa slovena: 1

Cedevita Olimpija: 2023